# Rivarossa
Rivarossa là một đô thị ở tỉnh Torino trong vùng Piedmont, có vị trí cách khoảng 20 km về phía bắc của Torino, nước Ý. Tại thời điểm ngày 31 tháng 12 năm 2004, đô thị này có dân số 1.503 người và diện tích là 11,0 km².
Rivarossa giáp các đô thị: Rivarolo Canavese, Oglianico, Front, San Francesco al Campo, và Lombardore.